# Bibano
Bibano è una frazione del comune di Godega di Sant'Urbano, in provincia di Treviso.

## Storia
Bibano ha origini romane, come indica il toponimo stesso, derivato dal nome latino di una gens minore.
Nel medioevo quest'area, perlopiù acquitrinosa e paludosa, viene bonificata ad opera dei benedettini. nel Duecento è sotto il dominio dei Da Camino, mentre a partire dal 1420 passa alla Serenissima, fino all'arrivo degli austriaci.
Attestato come comune autonomo nei primi anni dell'Ottocento, nel 1810 entra a far parte del comune di San Fior, per passare infine, nel 1818, a quello di Godega, di cui è ancora la parte meridionale.

## Monumenti e luoghi d'interesse

### Architetture religiose

#### Chiesa di San Martino antica
L'edificio risale ai primi anni del XVI secolo e fu consacrato nel settembre del 1522 dal patriarca di Venezia Antonio Contarini, istitutore undici anni prima, nel 1511, della parrocchia di Bibano. A ricordo di quell'avvenimento ogni anno la comunità di Bibano celebra la sua sagra a settembre, anziché a novembre in coincidenza con la festa di san Martino.
Come si evince da diverse attestazioni trecentesche, prima di questa data esisteva sicuramente una chiesa dedicata a san Martino; non è però possibile dire se la chiesa tuttora esistente sia l'ampliamento di un edificio precedente o una nuova costruzione.
Nel corso dei secoli l'edificio, utilizzato come chiesa parrocchiale fino al 1950, fu più volte restaurato.

#### Chiesa di San Martino nuova

##### Storia
L'edificio è stato progettato dall'architetto Domenico Rupolo, alla fine degli anni 1920.
Il disegno originario non prevedeva né la cupola all'incrocio tra navata e transetto, né il soffitto a capriate, bensì a vela; la facciata doveva essere tutta rivestita di marmo.
Dopo di lui, i lavori furono continuati dagli ingegneri Bertoia e Serravallo e poi dal geometra Tarcisio Peruch e dall'architetto Sergio De Nardi, con l'assistenza di Diego Tomè.
Negli anni 1969-1970 l'architetto Raccanelli eseguì una serie di studi preparatori delle vele, che poi non vennero realizzate; nell'estate del 1974, su progetto del Serravallo, fu costruito un tiburio a dodici facce del diametro di 8 metri.
La prima pietra fu posta il 21 giugno 1930; la chiesa fu benedetta e aperta al culto nel 1950 e dedicata a San Martino il 9 novembre 1985 dal vescovo Eugenio Ravignani.

##### Architettura
La chiesa, a croce latina, si articola in tre navate separate da due file di sette colonne ciascuna, in marmo rosso, e tagliate da un transetto; larga 19 metri (30 al transetto), alta 16 e lunga 45 circa, la chiesa riceve luce da 38 grandi finestre, da un rosone e da 26 oculi, tutte aperture chiuse da vetri colorati.
Ospita cinque altari riportati dalla vecchia chiesa.
Tra 2002 e 2003 la struttura si è arricchita di un nuovo sagrato, progetto degli architetti Michelangelo Bonotto e Carla Gerlin: esso misura 10 metri per 20 ed è delimitato da lastre in pietra piasentina, materiale di cui sono fatte anche le sfere che segnano l'ingresso e la corsia centrale. Per l'interno del sagrato è stata invece utilizzata pietra di Cugnan, tagliata a spacco.

##### Organo a canne
Nella chiesa, si trova l'organo a canne Mascioni opus 980, costruito nel 1975. Lo strumento è a trasmissione integralmente meccanica, ed ha due tastiere di 58 note e pedaliera di 30 note.

#### Chiesa di San Bartolomeo
Le origini di questo oratorio campestre non sono note. L'intitolazione all'apostolo Bartolomeo lascia però supporre un'origine molto antica. Le modalità di costruzione dell'edificio tuttora esistente lo assegnano al secolo XII.
Il più antico documento finora conosciuto che lo cita è un atto del 29.7.1375. In esso si dice che in quell'anno la chiesetta è di proprietà di frate Gregorio dell'Ordine Gerosolimitano, rettore (gubernator mansionis) di San Nicolò di Monticella, nei pressi di Conegliano. Fra Gregorio, in qualità di titolare del beneficio, affitta per i quattro anni seguenti le rendite della chiesa di San Bartolomeo a pre Pinellus (o Picellus), rettore della chiesa di San Martino di Bibano. Da questo documento deduciamo che l'oratorio gode di rendite proprie, che ha un solo altare e che riceve diverse offerte da parte dei fedeli. Dal 1511 l'oratorio passa a Gabriele Garzoni che, come nuovo "commendatore" dell'Ordine Gerosolimitano, ne diventa il proprietario. Nel 1561, il Garzoni non avendo eredi maschi, rinuncia al beneficio ecclesiastico in favore del nipote Alvise Lippomano, cavaliere di Malta. Questi dal 1600 inizia un processo di acquisto di numerosi terreni e case nel territorio bibanese, processo che sarà continuato dal figlio Francesco. Gli acquisti sono di volta in volta modesti (tra un quarto di ettaro e un ettaro) ma lasciano intendere un preciso disegno di costituzione di un'unica ampia proprietà, estesa tra Bibano di Sotto e Salvatoronda. Questi beni rimaranno a lungo di loro proprietà e sicuramente fino al 1810.
Come lasciano intuire le relazioni delle visite pastorali, tra il 1818 e il 1826 la chiesa passa dalle mani dei Lippomano a quelle della comunità bibanese, che da allora in avanti si farà carico del suo restauro e della sua manutenzione, operazioni che si sono succedute spesso nel corso dei secoli e che non hanno mai avuto duraturi effetti se, in più occasioni, i vescovi che lo hanno visitato lo han trovato "malamente tenuto". Da una relazione pastorale del 1662 veniamo a conoscere che in passato in esso si celebrava pubblicamente in due precise date, il 2 giugno, giorno della dedicazione, e il 24 agosto, memoria del santo titolare.
L'edificio ha pianta irregolare (simile a due rettangoli accostati). È lungo all'incirca 13 metri e mezzo e largo tra i 4 e i 5 metri e mezzo. Il primo spazio rettangolare, più ampio (5,5x7 metri), è occupato attualmente da banchi e sedie ed è riservato ai fedeli. L'altro spazio, più piccolo, funge da presbiterio ed ospita l'unico altare, lapideo, alto 110 cm, largo 103 e lungo 175. I lati a ovest e a sud dell'altare sono coperti da un rivestimento in legno dipinto, mentre sul lato a nord è incisa sulla malta un'iscrizione relativa a un restauro del 1756, su mandato di Giovanni Maria Nardi, agente di Ca' Lippomano. Sono citati maestro Antonio Polese, muratore di Santa Lucia; Leonardo Masier, falegname di Santa Lucia; Domenico Scottà, manovale di Monticella; Angelo Sandre, campaner e Girolamo Busetto, munaro assistente.
All'edificio si accede da una porta centrale, posta nel lato a ovest e da una secondaria, posta a mezzogiorno. Sui battenti della porta principale sono ancora visibili due antiche formelle in legno raffiguranti un pellicano che nutre tre piccoli. Una volta entrati, sulla destra ci si imbatte in una cinquecentesca pila per l'acqua santa in pietra, del diametro di 48 cm posta su uno zoccolo anch'esso in pietra. Il pavimento è coperto da lastre irregolari di pietra bianca che coprono un più antico pavimento, di cui è possibile vedere qualche tratto. Il tetto è a capanna ed è sostenuto da cinque capriate in legno. L'edificio prende luce da cinque finestre irregolari, ognuna delle quali presenta dimensioni e distanza dal pavimento sue proprie.
Sulla parete di fondo del presbiterio, posta a est, è collocata una pala d'altare settecentesca dello Zampini che ritrae san Bartolomeo in piedi con in mano un coltello (strumento del suo martirio) e un libro (simbolo della dignità di apostolo). La tela è stata restaurata nel 1997 da Saviano Bellè.
Sul lato nord del presbiterio spicca un pregevole affresco cinquecentesco, non ancora attribuito, che raffigura da sinistra a destra: san Sebastiano, san Bartolomeo, la Madonna in trono con il bambino Gesù, san Pietro e san Rocco.

#### Oratorio di San Cristoforo
San Cristoforo del Belcorvo
Non si sa nulla delle origini di questo oratorio posto ai confini di Bibano verso Gaiarine.
Fino al 1818, cioè fino a quando è sotto la giurisdizione dei patriarchi di Venezia, esso è intitolato a san Giovanni Battista; poi, forse per la presenza della reliquia di san Cristoforo al suo interno, cambia l'intitolazione.
La sua prima citazione nei documenti risale al 1761, quando è nominato come proprietà della nobile famiglia Mocenigo. In quell'occasione si segnala anche il buono stato di conservazione e il fatto che vi vengono celebrate numerosissime messe nel corso dell'anno, probabilmente per comodità della popolazione, visto che la chiesa parrocchiale dista da esso tre miglia.
Lo stato di conservazione dell'edificio peggiora però nei secoli successivi tanto che nel 1894 il vescovo di Vittorio Veneto vi sospende le celebrazioni. Subisce danni notevoli durante la Prima Guerra Mondiale forse anche per la presenza nelle vicinanze di un campo di aviazione austriaco.
L'edificio ha pianta rettangolare e misura 8,50 x 4,20 metri. È orientato secondo la direttrice est-ovest (come vuole la tradizione antica) e ha il tetto a capanna. La porta di ingresso oggi si trova sul lato a est, ma anticamente si trovava a ovest, tra le due finestre quadrangolari. Sulla parete a nord, sopra il tetto, si alza una struttura in pietra sulla quale nel 1950 è stata collocata una piccola campana; su di essa sono raffigurati san Cristoforo col bambino Gesù sulla spalla e la Madonna.
All'interno vi è un unico altare di pietra, disposto nella forma pre-conciliare, sopra il quale vi è un semplice tabernacolo di legno. In cima vi è una piccola pala raffigurante anch'essa san Cristoforo con Gesù bambino. Il dipinto a olio esiste dall'Ottocento e nel 1894 il vescovo mons. Brandolini ordinò di “coprire meglio il bambino” raffigurato nel dipinto, ritenendolo troppo scoperto. Il bambino che si può vedere oggi è rivestito invece di una tunica azzurra lunga fino ai piedi.

#### Oratorio della Madonna della Salute a Salvatoronda
Eretto nel seicento per volere della famiglia Battaglia, sorge al posto di un'originaria cappella dell'XI secolo dedicata alla "Visitazione di Maria". La costruzione, a pianta rettangolare, presenta un esterno molto semplice: sulla facciata una porta centrale sopra la quale si apre una finestra circolare; lateralmente vi sono delle finestre semicircolari. All'interno, un altare in legno di stile barocco e una piccola edicola di pietra per le ampolline. La chiesa conserva ancor oggi la tomba di Nicolò Battaglia (1721).

### Villa Savorgnan
Villa Savorgnan è legata al nome del nobile Federico Savorgnan, feudatario di Bibano dal 1337, nonché fondatore di una prima villa. La struttura attuale, di cui sopravvivono solo le barchesse e alcune adiacenze, è invece successiva, del XVI secolo.

### Aree naturali
La campagna di Bibano conserva per alcuni tratti la secolare conformazione del tipico assetto territoriale del paesaggio dei Palù, contraddistinto da campi chiusi di caratterere acquitrinoso e in origine palustre.
Va ricordata anche la presenza di un corso d'acqua principale, il piccolo fiume denominato Zigana.